# شعب حمد (يريم)

تعديل مصدري - تعديل

شعب حمد محلة تابعة لقرية الهجرة، التابعة لعزلة عبيدة بمديرية يريم إحدى مديريات محافظة إب في الجمهورية اليمنية.، بلغ تعداد سكانها 166 حسب تعداد اليمن لعام 2004.